# Alassane Ouattara
Alassane Dramane Ouattara (phát âm tiếng Pháp: [alasan wataʁa], tiếng Ả Rập: الحسن وطرة phát âm tiếng Ả Rập: [ælħæsæn uːɑtˤɑrɐ]; sinh ngày 1 tháng 1 năm 1942) là một nhà chính trị, nhà kinh tế người Bờ Biển Ngà và là tổng thống Bờ Biển Ngà từ năm 2010. Như các nhà lãnh đạo và ứng cử viên Đảng này, ông là một ứng cử viên trong cuộc bầu cử tổng thống Côte d'Ivoire năm 2010, nơi ông là một trong hai ứng cử viên hàng đầu ở vòng đầu tiên của bầu cử. Tại vòng hai, ông phải đối mặt với Laurent Gbagbo đương nhiệm; Ouattara, tại thời điểm tháng 3 năm 2011, khẳng định rằng ông đã thắng cuộc bầu cử này và là Tổng thống được bầu của Côte d'Ivoire. Nhiều cơ quan chủ quyền bên ngoài Côte d'Ivoire, và Liên Hợp Quốc, chấp nhận tuyên bố của Ouattara, tuy nhiên, các ứng cử viên khác, Gbagbo, đã không đồng thuận với tuyên bố này, dẫn đến một cuộc khủng hoảng chính trị lớn trong quốc gia châu Phi cận Sahara.
Ouattara được bầu làm thủ tướng Bờ Biển Ngà từ tháng 11 năm 1990 đến tháng 12 năm 1993; theo hiến pháp có hiệu lực vào lúc dó, ông đã được bổ nhiệm vào chức vụ bởi tổng thống Félix Houphouët-Boigny. Là một nhà kỹ trị, Ouattara đã được đào tạo về kinh tế và đã làm việc cho Quỹ Tiền tệ Quốc tế và Ngân hàng trung ương các quốc gia Tây Phi (BCEAO).

## Niên thiếu
Ouattara sinh ngày 1 tháng 1 năm 1942, tại Dimbokro, Bờ Biển Ngà, Tây Phi thuộc Pháp. Bên nội của Outtara có quê quán ở Burkina Faso, khiến cho ông hai lần bị cấm ứng cử tổng thống. Ông tốt nghiệp cử nhân khoa học năm 1965 tại Học viện Công nghệ Drexel, nay là Đại học Drexel ở Philadelphia, Pennsylvania. Ouattara sau đó tốt nghiệp thạc sĩ kinh tế năm 1967 và tiến sĩ kinh tế năm 1972 tại Đại học Pennsylvania.